# 奈良自宅放火母子3人殺人事件
奈良自宅放火母子3人殺人事件（ならじたくほうかぼしさんにんさつじんじけん）とは、2006年（平成18年）6月20日の朝の5時頃、奈良県田原本町で少年（当時16歳）が自宅に放火して自宅を全焼させ、継母と異母弟妹を焼死させた事件である。

## 事件の概要
少年は、父（当時47歳）と、父の再婚相手である少年にとっての継母（当時38歳）、父と継母との間に生まれた異母弟（当時7歳）と妹（当時5歳）の一家5人で生活していた自宅に放火し、継母と異母弟妹が一酸化炭素中毒により死亡した。父は仕事の都合で自宅に不在だった。
少年は全焼した住宅に住んでいたが、焼け跡からは少年は発見されなかった。少年は放火後に自宅を脱出し行方がわからず電話連絡も通じない状況だったが、6月22日に京都市左京区で住民から「居間に男がいて、逃げた」と110番通報があったため、京都府警察下鴨警察署員が駆けつけたところ、自転車に乗った少年を発見、保護した。その後、派遣された奈良県警察の捜査員に対して少年は「（台所の）ガスコンロを点火し、布や封筒に火をつけて複数の場所にまいた」と放火を認めたため、殺人・現住建造物等放火容疑で逮捕された。
放火して3人を殺害していることを重視した検察官は、本件は家庭裁判所から検察庁への逆送致による刑事処分相当との見解を示して、少年と捜査資料を家庭裁判所に送致した。

## 少年の成育状況と犯行動機
少年の父は、妻（少年の実母）に対する身体的または精神的なドメスティックバイオレンス、少年に対する身体的または精神的な児童虐待の常習者だった。少年の実母は、夫（少年の父）からの暴力に心身ともに耐えられなくなり、少年の実妹（当時3歳）を連れて別居し、少年が小学校1年の時に離婚が成立し、少年の親権と養育権は父、少年の実妹の親権と養育権は少年の実母が得た。実父母の離婚後は、実父の考えにより、少年は実母と実妹とは交流も連絡も遮断され、一度も会っていない。少年の父は少年の幼児期から、父のように医師になることが唯一絶対の正しい価値や生き方であるという考えに基づいて、医師になることを強要した。少年の学校の試験の成績が実父の要求値より低い場合には、いつも以上に激しい暴力により虐待されていた。また少年は自宅でも居場所が無かったためか息抜きの場所が学校であったと語っており、持っていたマンガ本は友人にあげていたという。
少年の父は少年の実母と離婚後、同じ職場で働いていた医師と再婚した。少年は継母や異母弟妹とは円満な関係だった。少年は父との関係については、父の期待に応えて医師になろうとする気持ちと、父から医師になることを強要され、学校の試験の成績が父の要求よりも低いと身体的・精神的な虐待を受けることに苦痛や恐怖や屈辱を感じる気持ちの、両方の感情を抱いていたが、成長するにつれて苦痛や恐怖や屈辱を感じる気持ちが大きくなっていった。そして、ついには父が仕事で不在であることは分かっていながら、この苦痛や恐怖や屈辱にはもう耐えられない、自分の生活環境をすべて破壊してこの状況から脱出したいという感情により、自宅に放火した。なお、継母と異母弟妹を殺害する明確な意思はなかったという。

## 裁判所の処遇
2006年（平成18年）10月26日、奈良家裁は、少年の精神鑑定により先天性の発達障害と異なる虐待による後天性の広汎性発達障害と診断されたこと、および、少年の生育環境や生活状況から、この事件の根本的原因は少年の父の考え方や言動が少年を精神的に追い詰めて、その状況に精神的に耐えられなくなった少年が脱出しようとして放火したものと認定し、少年の更生には刑事処分よりも保護処分が適切と判断し、少年を中等少年院に送致する処分を決定した。

## 鑑定資料漏洩騒動
家庭裁判所からの依頼により少年を精神鑑定した医師が、ジャーナリストの草薙厚子から、この事件を解説する著書の参考にしたいから、鑑定資料を開示してほしいと要求。医師は資料の開示には応じたが、閲覧のみで、コピーを取ることは拒否していた。医師が不在時に、医師の自宅の鍵を預かった草薙と編集者らは、自宅に保管している資料（約3,000ページにも及ぶ）を写真撮影した。その写真を基にして、草薙が著書を発行したことに対して、鑑定医が刑法第134条の秘密漏示の罪で起訴され懲役4月執行猶予3年の有罪判決を受けたが、草薙は不起訴だった。これにより、同医師は2012年11月28日より1年間の医業停止処分を受けた。この処分について同書の出版元である講談社は重過ぎる処分であり容認できないとの見解を表明している。

## その後
当該少年は少年院を出所後、大学に進学し就職、家庭を築き暮らしている。